# عریض، حماة
عریض (به عربی: العریض) یک روستا در سوریه است که در ناحیه مرکزی محرده واقع شده‌است. عریض ۱۲۴ نفر جمعیت دارد.